# Тугай Анатолій Михайлович
Тугай Анатолій Михайлович (24 березня 1938, Євпаторія — 22 квітня 2016, Київ) — український науковець та педагог. Професор, доктор технічних наук, колишній ректор Київського національного університету будівництва і архітектури. Член-кореспондент Національної академії педагогічних наук України (1999), лауреат премії ім. М. С. Будникова (2000). Заслужений працівник освіти України (1991), почесний професор інституту водних проблем Нью-Йоркського університету (1999), почесний професор Асоціації Будівельних Вищих навчальних закладів країн СНД. Президент асоціації «Кадри для будівництва», голова ради ректорів Київського вузівського центра (1985-2012), віце-президент Союзу ректорів України, віце-президент Асоціації ректорів будівельних Вищих навчальних закладів країн СНД.

## Біографія
Народився 24 березня 1938 року в місті Євпаторія (Крим). Незабаром родина переїхала на Київщину до с. Македони. Трудову діяльність розпочав у цьому ж селі з 1955 року колгоспником. У 1956 році вступив до Київського будівельного технікуму. Після закінчення технікуму, вступив до Київського інженерно-будівельного інституту, який закінчив у 1964 році. .
1959–1964 рр. — навчався у Київському інженерно-будівельному інституті на сантехнічному факультеті. 
У 1964–1969 рр. працював майстром, виконробом у будівельно-монтажному управлінні м. Васильків. 
З 1964 до 1966 рр. працював майстром СБУ-6 тресту «Київпідземдорбуд-1».
З 1964 по 1990 рр. був заступником секретаря, секретарем парткому КІБІ.
У 1967-69 рр. — аспірант КІБІ, у 1970 р. — асистент кафедри водопостачання і каналізації.
У 1971 р. захистив кандидатську дисертацію.
З 1978 по 1984 рр. — заступник декана, декан санітарно-технічного факультету. Наукове звання професора присвоєне у 1984 р.
З 1985 р. завідує кафедрою водопостачання.
З 1984 по 2012 рр. — ректор Київського національного університету будівництва та архітектури.
Опублікував понад 260 наукових праць, з них — 21 підручник, 1 посібник, 10 монографій, 5 довідників.
Нагороди: «Знак пошани» (1982), медаль «Дружби народів» (1986), Заслужений працівник освіти України (1991), нагорода «За заслуги» III ступеня (1998), лауреат Державної премії України у галузі науки й техніки (2003), Почесна грамота Президії Верховної Ради України, медаль «За розвиток України» ім. М. Грушевського, знак «Лідер України», знак «Відмінник освіти України».
22 квітня 2016 р. Тугай Анатолій Михайлович помер в реанімації клінічної лікарні «Феофанія». Похований на Совському кладовищі м. Києва.